# Reinius
Reinius är ett efternamn, som burits av bland andra:
- Christin Reinius
- Erling Reinius
- Gustaf Reinius
- Israel Reinius
- Josef Reinius
- Karl Viktor Reinius
- Kerttu Reinius
- Lars Reinius
- Leif Reinius
- Ulf Reinius